# Kyyjärvi (sjö i Kyyjärvi, Mellersta Finland)
Kyyjärvi är en sjö i kommunen Kyyjärvi i landskapet Mellersta Finland i Finland. Sjön ligger 150,5 meter över havet. Den är 15,5 meter djup. Arean är 16,28 kvadratkilometer och strandlinjen är 57,26 kilometer lång. Sjön  ingår i Kymmene älvs huvudavrinningsområde.   Den ligger omkring 100 kilometer nordväst om Jyväskylä och omkring 320 kilometer norr om Helsingfors. 
I sjön finns öarna Tiinansaari, Korkeasaari, Rautasaari, Telpässaaret, Ohrasaari, Kaitasaari, Lintusaari, Vihtorinkivi, Iisaari, Koivusaari, Pikku Pukkisaari, Iso Pukkisaari, Ähtyrinsaari och Kanasaari. 
Sydväst om Kyyjärvi ligger tätorten Kyyjärvi med Kyyjärvi kyrka.